# 哈伍德 (密蘇里州)
哈伍德（英語：Harwood）是位於美國密蘇里州弗農縣的村。

## 人口
根據2020年美國人口普查的數據，哈伍德的面積為0.27平方千米，皆為陸地。當地共有人口29人，而人口密度為每平方千米107人。